# Episinus nadleri
Episinus nadleri är en spindelart som beskrevs av Levi 1955. Episinus nadleri ingår i släktet Episinus och familjen klotspindlar. Inga underarter finns listade i Catalogue of Life.